# 江田五月
江田 五月（えだ さつき、1941年〈昭和16年〉5月22日 - 2021年〈令和3年〉7月28日）は、日本の弁護士（登録番号：15935）、政治家、裁判官。
衆議院議員（4期）、参議院議員（4期）、科学技術庁長官（第50代）、法務大臣（第86代）、環境大臣（第16代）、参議院議長（第27代）、社会市民連合代表、社会民主連合代表、民主党参議院議員会長、民主党・民進党最高顧問などを歴任した。
父は日本社会党委員長代行を務めた元衆議院議員の江田三郎。

## 経歴

### 生い立ちと裁判官時代
1941年に岡山県上道郡財田村長岡に生まれる。岡山県立岡山朝日高等学校卒業後、1960年、東京大学文科一類に入学。
東京大学教養学部自治会委員長時代、大学管理制度改革に反発し、全学ストを決行。このストを指揮したため、1962年11月、退学処分が下った。
翌1963年9月、学生運動からの絶縁を宣言し、東京大学に復学。
法学部で丸山眞男の薫陶を受け、吉野作造の研究に従事しながら法律を勉強し、東大在学中の1965年に司法試験に合格（全受験者中席次は10番）。
1966年、東大法学部卒業後、第20期司法修習生。同期には横路孝弘・高村正彦・神崎武法・村井敏邦らがいる。
司法修習を経て1968年、判事補に任官し、東京・千葉・横浜各地方裁判所で判事補を務めた。
1969年、人事院留学制度により、黒田東彦・林康夫らと共にオックスフォード大学大学院法学部に留学し修士課程を修了。

### 国会議員へ
1977年5月22日、自身36回目の誕生日に父・江田三郎が急逝。江田三郎は1977年3月に日本社会党を離党し、菅直人・安東仁兵衛らを誘って社会市民連合を結党したばかりだった。三郎は当時落選中で、第11回参議院議員通常選挙に立候補する腹積もりであったが、公示日直前の5月22日に急逝した。そのため五月が代わりに担ぎ出されることとなり、同年5月24日、依願免官。その後、社会市民連合公認で全国区から立候補し、参議院議員に初当選する。

### 社民連時代
1978年、社会党を離党し社会クラブを結成していた田英夫・楢崎弥之助・秦豊らが加わり、社会民主連合（以下、社民連）を結党。社民連の代表には田が就任し、江田は副代表に就任。
1983年6月26日の第13回参議院議員通常選挙には出馬せず、同年12月の第37回衆議院議員総選挙に旧岡山県第1区から社民連公認で出馬し、衆院に鞍替えした。
1985年には社民連代表に就任した。代表を務めた社民連では自由民主党一党の保守政権に代わる野党連合政権の樹立を志向し、社民連を結節点にした社会・民社3党での「ブリッジ会派」構想や、公明党を加えた「社公民連合政権」構想を唱えた。
しかし、1986年の衆参同日選挙で自民党が304議席を獲得して圧勝したため、連合政権構想は遂に日の目を見ないまま終わった。
1992年、自民党内では羽田孜や小沢一郎らを中心に改革フォーラム21が結成されたほか、大前研一の平成維新の会、細川護煕の日本新党が相次いで誕生。
江田は政策集団シリウスを結成し、社会党右派も巻き込んだ改革派勢力の結集を図る（社会党内でも赤松広隆ら、若手改革派の台頭の兆しが見え始めていた）。
1993年、第40回衆議院議員総選挙では、自民党を離党した羽田孜・小沢一郎らの新生党、武村正義・田中秀征・鳩山由紀夫ら新党さきがけ、細川護煕・小池百合子ら日本新党が大きく議席数を伸ばし、「新党ブーム」が巻き起こる。

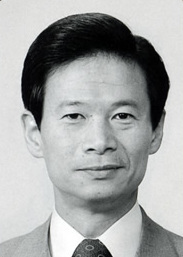
科学技術庁長官時の江田

その結果、自民党の議席は過半数を割り込み、宮澤喜一首相は退陣に追い込まれた。宮澤内閣の退陣により、非自民・非共産8党派による細川内閣が誕生し、江田は科学技術庁長官に就任した。

### 日本新党→新進党→知事選挙落選
1994年、社民連が解党し、江田・阿部昭吾は日本新党に入党。同党副代表に就任する。しかし、同年4月に細川首相は8か月で辞意を表明し、続く羽田内閣も社会党の連立離脱によって少数与党に転落し、6月に64日で退陣に追い込まれた。同年末、新進党結党に参加する。
1996年、岡山県知事選挙立候補準備のため、衆議院議員を辞職、新進党を離党。知事選では同じ岡山選出の加藤六月元農林水産大臣や、新進党を支持する創価学会からも支援を受けたものの、東大の後輩である自民党推薦の元建設官僚の石井正弘に敗れた。

### 民主党時代

#### 民主党入党
知事選挙の後は新進党に復党せず、弁護士を経て民主党に入党。
1998年、第18回参議院議員通常選挙に岡山県選挙区から民主党公認で立候補し、2年ぶりに国政に復帰した。
2003年の衆議院東京都第6区補欠選挙では、元NHKアナウンサーで、参議院議員からの鞍替えを目指す小宮山洋子の選挙対策副本部長を務める（選対本部長は羽田孜）。なおこの補欠選挙は、かつて江田の公設秘書であった石井紘基が殺害されたことに伴うものであった。
2004年、改選議席数が2から1に改められた岡山県選挙区で再選。
2006年3月31日、民主党代表の前原誠司が、堀江メール問題の責任をとり辞任を表明。前原の辞任に伴う代表選挙（4月7日実施）では菅直人の推薦人に名を連ねた。

#### 参議院議長として

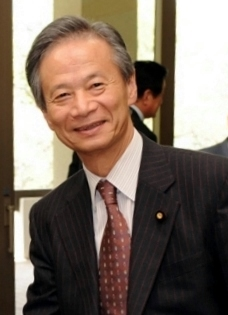
2008年4月、参議院議長公邸での江田五月

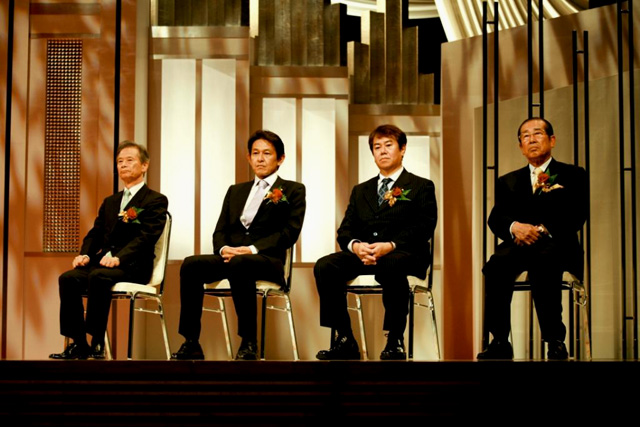
2009年10月27日、（左から）江田と松野頼久官房副長官、原口一博総務大臣、福地茂雄NHK会長

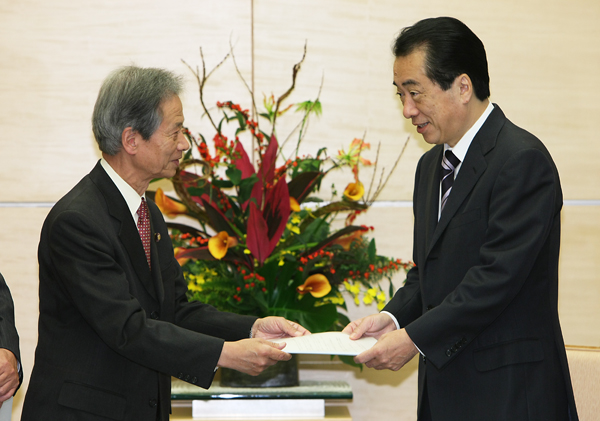
2010年12月7日、NPO議員連盟共同代表として菅直人内閣総理大臣と

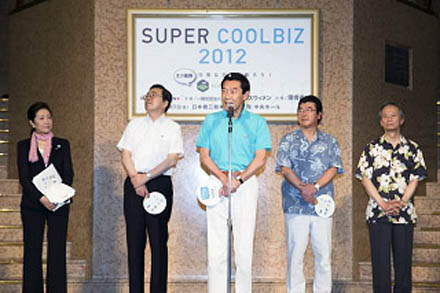
2012年6月1日、歴代環境大臣の小池百合子・斉藤鉄夫・小沢鋭仁、環境副大臣の横光克彦と

2007年の第21回参議院議員通常選挙で民主党が大幅に議席を増やし、与党は参議院では過半数を割り込んだ。そのため、8月の臨時国会で全会一致で参議院議長に選出される（副議長は山東昭子）。野党から参議院議長が選出されるのは1955年の自民党結党以来初めての出来事であった。
2007年8月30日に日本記者クラブで行った講演で、衆議院議決法案を参議院が修正か否決（または60日間未議決）しても衆議院で再議決できるとする日本国憲法第59条第4項について、「例外中の例外の規定だ」と述べた。
2007年11月30日、額賀福志郎の山田洋行事件に関して民主党が野党単独で証人喚問を議決したことについて「円満にできるように取り計らってもらえないか」と慎重な対応を呼びかけた。
2010年7月の第22回参議院議員通常選挙では、参議院議長ながら民主党公認で岡山県選挙区から立候補し、3選。通常、中立性を守るために衆参両院の正副議長は所属する会派から離脱するのが1971年以降からの慣例であり、会派を離脱している議長が政党の公認を受けて参議院議員選挙の選挙区（旧地方区）に立候補するのは1971年以降では初の出来事であった。
第22回参議院議員通常選挙後、参議院議長を退任（後任は西岡武夫）。

#### 参議院議長退任後
参議院議長を退任後、民主党最高顧問・倫理委員長に就任した。
同年9月29日、中国建国記念レセプションに出席した。
2011年1月14日、菅直人再改造内閣で法務大臣に就任し、18年ぶりに2度目の入閣。三権の長である国会の議長経験者の入閣は、第2次田中角栄改造内閣で法務大臣に就任した元衆議院議長の中村梅吉以来、実に38年ぶりの出来事であった。
同日の法相就任時の記者会見において「死刑というのはいろんな欠陥を抱えた刑罰だ。国民世論や世界の大きな流れも考え、政治家として判断すべきものだ」「もともと人間はいつかは命を失う存在だ。そう（執行を）急ぐことはないじゃないかという気はする」などと述べたが、同年1月26日のインタビューで「欠陥というとちょっと言葉がきつすぎるので訂正したい」と撤回。その上で「どんな命も大切にということが世の中になければ、温かい人間社会はできない。そういう意味で、取り返しのつかない死刑にどう向き合うかは本当に悩ましい」と述べた。なお、江田は在任中、一度も死刑執行の署名はしなかった。
法相就任まもない2011年1月18日、2009年の第45回衆議院議員総選挙で掲げたマニフェストの見直しを民主党が表明したことに関し、江田は記者会見で「（あのマニフェストは）われわれが政権にいないときに、霞が関（の官僚）が民主党には十分な情報を提供しない中で、『心眼で見るとこうじゃないか』ということで作った部分がある」と発言した。またそれに続けて「実現するには、いろんな隠れた障害があった。実際に政権を担当して、いろんなことが分かってきている。世の中の状況の変化もあり、マニフェストについて一度きっちりと点検をし、より成熟させる部分があればそうしていく」と発言した。マニフェスト見直しの背景として、政権交代前に民主党は「天下りの斡旋を全面禁止して特別会計・独立行政法人・公益法人の仕事を徹底的に見直す」「国家公務員の総人件費2割削減」「ひもつき補助金廃止」「衆議院の比例代表定数を80削減」などの行政改革と予算の組み換えによって16.8兆円の新しい財源を生み出すとしていたが、そのあてが外れ、このままあのマニフェストを掲げていたのでは2012年度の予算が組めなくなるという事情があった。そのような状況でなされたこの「心眼マニフェスト発言」に対し、産経新聞の阿比留瑠比は、江田の発言を「釈明」とし、「官僚が手取り足取り教えてくれないからテキトーにつくったでは、政治主導の看板が泣く」「御都合主義ここに極まれり」と批判した。
大阪地検特捜部主任検事証拠改ざん事件の反省に立って作られた法相の諮問機関である「検察の在り方検討会議」は、警察・検察官による被疑者取り調べの可視化（録画・録音）について「直ちに充分な検討を行う場を設け、検討を開始するべきである」との表現にとどめていたが、江田は2011年4月8日、地検特捜部による被疑者取り調べ時の可視化試行を検事総長の笠間治雄に指示した。指示を受けた笠間は、録音・録画の試行を実施した。8月8日、江田は可視化の範囲を裁判員裁判のすべての対象事件に拡大するよう指示した。
2011年6月27日より環境大臣の松本龍が同内閣において東日本大震災復興対策担当大臣に専任大臣として就任したため、後任の環境大臣を兼務した。同年9月、野田内閣発足に伴い退任。民主党最高顧問に再び就任した。10月21日に行われた参議院憲法審査会の会長選挙では22票を獲得したが、23票を獲得した自民党の小坂憲次に敗れた。
2013年12月18日から20日に戦後補償を考える議員連盟の団長として訪韓した。
2016年の第24回参議院議員通常選挙には立候補せず、政界を引退した。

#### 議員引退後
2016年11月3日に発令された秋の叙勲では、「参院議長などとして国会の円滑な運営に寄与した」として、桐花大綬章を受章。引退後は立憲民主党の岡山県連顧問を務めた。
2021年7月28日、肺炎のため岡山市内の病院で死去。80歳没。日本国政府は同年8月20日、死没日付をもって従二位に叙した。
2022年7月18日、「故江田五月さんを偲ぶ会」が開催され、菅直人・海江田万里・石田美栄・泉房穂・熊谷裕人・藤末健三などおよそ500人が集まった。

## 発言
- 2002年に鈴木宗男事件が発覚した時は「利権政治の代表的存在[33]」「金にまつわる黒いうわさの人[34]」と鈴木宗男に批判的なコメントを発表した。一方で、2010年9月に民主党が告発に賛成した偽証罪を含めた4つの罪で鈴木の実刑が確定した時は「魅力的なキャラクターで北の大地の輿望を担い、民主党会派に所属して活動しており、（実刑確定による国会議員失職は）残念な結果[35]」と鈴木の議員失職を惜しむコメントを発表した。

## 政策・主張

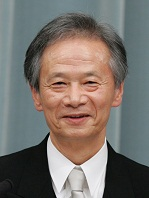
2011年1月14日、法務大臣就任時の記者会見にて

- 1999年、国旗及び国歌に関する法律案の参議院本会議における採決で反対票を投じた[36]。
- 2006年4月26日に東京・永田町の参議院議員会館で行われた「共謀罪に反対する超党派国会議員と市民の緊急院内集会」で呼びかけ人を務めた[37]。
- 2008年1月、ガソリン国会で暫定税率問題で与党の2か月延長法案（ブリッジ法案）を巡って国会が空転した際、河野洋平衆議院議長と連名で斡旋案を提示。斡旋案には年度内に予算及び歳入法案の徹底した審議を行い年度内に一定の結論を得ることで与党と野党が合意すること、それにより与党はブリッジ法案を取り下げることが規定されていた。これに与野党が合意したため、与党はブリッジ法案は取り下げた。
- 2013年4月18日、憲法改正に反対する超党派議員連盟立憲フォーラムの顧問に就任。
- 選択的夫婦別姓の導入に賛成。「非常に多様な生き方をすべて認め、その上で新しい形の地域社会やコミュニティーというものを創造していく、それが二十一世紀の課題になるのではないか。選択的夫婦別姓というものはこのような多様な家族の形態に適切な法的枠組みを提供する、その一つに使えるものであり、むしろ婚姻を増加させる、あるいは少子化問題への新しいアプローチを開いていく、多様な家庭形態の中での一つの中心的な形態として二十一世紀の地域社会の有効な担い手となっていくものである」と述べている[38]。
- 国立追悼施設を考える会発起人を務める。
- 辛光洙釈放署名問題　1989年、在日韓国人政治犯釈放の要望書に署名した。この中には当時から拉致事件容疑者として韓国で逮捕され、日本でもすでに大手新聞等で報道されていた北朝鮮による日本人拉致問題の容疑者が含まれていた（辛光洙の項目参照）。田英夫の求めで、菅直人（後の第94代内閣総理大臣）・千葉景子（後の第83・84代法務大臣）らもこの釈放署名要望書に署名した。

### 慰安婦問題
- 2007年2月21日、マイク・ホンダがアメリカ合衆国下院121号決議を成立させる動きに連動し、米議会の公聴会で慰安婦を名乗り証言した李容洙を招いて開催した集会に、民主党の郡和子（衆）・岡崎トミ子（参）・円より子（参）・千葉景子（参）・那谷屋正義、社民党の福島みずほ（参）、日本共産党の吉川春子（参）とともに参加した[39]。
- 2008年1月8日に訪日したアメリカ合衆国下院議員のマイク・ホンダに、神本美恵子・水岡俊一・紙智子・仁比聡平らとともに面会。ホンダが慰安婦問題に関して日本政府に公式な謝罪を要求するアメリカ合衆国下院121号決議の提出を主導し、下院で議決させたことに対し、謝意を表明した。これに対しホンダは「従軍慰安婦の問題で日本人に罪を認めさせるのは、とても難しい課題だが、みなさんとセイムなハート（同じ気持ち）だ」と応じた[40]。
- 戦後補償を考える議員連盟の第三回訪韓団（2013年12月18日 - 20日）の団長だった。全員で11名の団員には議連事務局長の神本美恵子参議院議員、議連の顧問（初代会長）の岡崎トミ子前参議院議員、議連顧問（前会長）の藤谷光信前参議院議員、議連副事務局長の石毛鍈子前衆議院議員、議連幹事の大河原雅子前参議院議員、議連幹事の小林千代美元衆議院議員らと議連アドバイザーで戦後補償ネットワーク世話人代表である有光健、江田の秘書の江田洋一、神本美恵子の秘書の大塚照代、大河原雅子の秘書の塩田三恵子の計11名であった[41]。韓国女性家族部の趙允旋長官と面談し趙長官は、「日本国内の前後の問題への関心を持って活動をしていただく日本の議員の方がいて、日本軍慰安婦問題など過去の問題の解決に期待感を持つことができそうだ」と明らかにした。江田は「慰安婦問題が悪化されるのに対し、心痛く思います。橋下徹大阪市長は、河野談話が根拠が無いとしたが、河野談話や村山談話は、その根拠があると思う」との見方を示した。神本美恵子は「慰安婦問題は、過去ではなく、現在の問題と長官の認識に共感する。日本国内での紛争であり、性暴力の解決行動課題に慰安婦問題を含んでいうと努力している」ことを強調した[41][42][43]。

## 人物
- 趣味は古式泳法、書道。号は水月。日中国会議員書画展へ書画を提供している[44]。
- 大学のゼミの先輩にあたる庄司薫とは家族ぐるみの付き合いがあり[45]、中村紘子の伴奏でヴァイオリンの演奏をしたこともある[46]。
- 公益財団法人日中友好会館の会長を務めている[47]。
- 愛媛県今治市に獣医学部を新設するための活動をしていた。民主党の愛媛県・岡山県選出議員で特区をつくるために『獣医学勉強会』を開催している[48]。『「愛媛県今治市へ獣医学部を新設する件について」文科省・農水省ヒアリング』[49]として愛媛県と岡山県選出の民主党国会議員で『教育特区』を県内に設置するために役所職員と意見交換などもしている[50]。
- 社会市民連合時代からの菅直人の盟友であり、亡くなるまで菅グループの世話人を務めていた。2010年の鳩山由紀夫の次を決める民主党代表選挙で、自身がトップである民主党岡山県連所属の選出議員が菅直人ではなく小沢一郎に入れた時には激怒し、ポスターを剥がしたり看板を撤去し最後に公認外しをするなどしたほど菅直人のことを大切に思っている[51]。
- 菅第2次改造内閣にて、参議院議長経験者が退任後に大臣に就任した初めての国会議員になったが、2011年3月9日に法務委員会にて就任前には悩んだことを明かして菅直人による『議長経験者が必要』という要請と思いを共有したいとして就任受諾したと答弁している[52]。
- れいわ新選組幹事長の高井崇志は元議員秘書であり、2002年に江田と出会って政治のイロハを教わったことで政治家を目指した弟子だとしている。高井には自身の結婚記念日に表敬訪問され、岡山が生んだ偉大な政治家だと評されているほど尊敬されている[53][54]。

## 政治資金
- 2009年9月30日、秘書と後援者のクラブでの会食の際の支払いを政治資金から支出していたと指摘された[55][56][57]。これについて、事務所は秘書が後援者たちとともに飲食を共にしたものの江田自身の関与はなかったとしている[55][56]。

## 選挙歴
| 当落 | 選挙                     | 執行日         | 年齢 | 選挙区    | 政党         | 得票数      | 得票率 | 定数 | 得票順位 /候補者数 | 政党内比例順位 /政党当選者数 |
| ---- | ------------------------ | -------------- | ---- | --------- | ------------ | ----------- | ------ | ---- | ------------------ | ---------------------------- |
| 当   | 第11回参議院議員通常選挙 | 1977年07月10日 | 36   | 全国区    | 社会民主連合 | 139万2475票 |        | 50   | 2/-                | /                            |
| 当   | 第37回衆議院議員総選挙   | 1983年12月18日 | 42   | 旧岡山1区 | 社会民主連合 | 8万7110票   | 17.94% | 5    | 1/7                | /                            |
| 当   | 第38回衆議院議員総選挙   | 1986年07月06日 | 45   | 旧岡山1区 | 社会民主連合 | 8万7815票   | 17.19% | 5    | 1/7                | /                            |
| 当   | 第39回衆議院議員総選挙   | 1990年02月18日 | 48   | 旧岡山1区 | 社会民主連合 | 9万3852票   | 17.70% | 5    | 1/8                | /                            |
| 当   | 第40回衆議院議員総選挙   | 1993年07月18日 | 52   | 旧岡山1区 | 社会民主連合 | 12万1400票  | 23.98% | 5    | 1/8                | /                            |
| 落   | 1996年岡山県知事選挙     | 1996年10月27日 | 55   |           | 無所属       | 43万5984票  | 47.62% | 1    | 2/5                | /                            |
| 当   | 第18回参議院議員通常選挙 | 1998年07月12日 | 57   | 岡山県    | 民主党       | 36万3697票  | 39.27% | 2    | 1/8                | /                            |
| 当   | 第20回参議院議員通常選挙 | 2004年07月11日 | 63   | 岡山県    | 民主党       | 49万8515票  | 55.66% | 1    | 1/3                | /                            |
| 当   | 第22回参議院議員通常選挙 | 2010年07月11日 | 69   | 岡山県    | 民主党       | 47万4280票  | 54.85% | 1    | 1/3                | /                            |

## 著書
- 『出発のためのメモランダム』毎日新聞社、1978年1月30日。NDLJP:12254796。
- 『国会議員』〈講談社現代新書〉1985年4月20日。NDLJP:12249222。

## 所属していた議員連盟
- 戦後補償を考える議員連盟（会長）
- NPO議員連盟（共同代表）[58]
- ラグビーワールドカップ2019日本大会成功議員連盟（顧問）
- 東京オリンピック・パラリンピックに向けて受動喫煙防止法を実現する議員連盟（顧問）[59]